# Joinvilleaceae
Joinvilleaceae is een botanische naam, voor een familie van eenzaadlobbige planten. Een familie onder deze naam wordt de laatste decennia vrij regelmatig erkend door systemen voor plantensystematiek, en ook door het APG-systeem (1998) en het APG II-systeem (2003).
Het gaat om een heel kleine familie, van slechts enkele soorten in één genus, Joinvillea.
Het Cronquist-systeem (1981) plaatst haar in een orde Restionales.